# Quillón
Quillón – miasto w Chile, w regionie Ñuble, w prowincji Itata.